# Актайлак Байгараулы
Актайлак Байгараулы (близ реки Сырдарии Южно-Казахстанская область — Аягозский район Восточно-Казахстанская область) — казахский бий, оратор, жырау (сказитель), общественный и государственный деятель, дипломат. Внук Кудауысты (Лебединоголосого) Куттыбай бия, сын Байгара би. Происходит из рода сыбан племени найман. Актайлак с детства отличался красноречием. Разрешал дела сородичей в тяжбах. В 1773 хан Болат направил Актайлака послом к китайскому императору Цяньлуну. Актайлак в стихах размышлял о сложных проблемах бытия, обществ, взаимоотношений, о воспитании молодежи. «Толгау», «Ерің құны екі елу» — социальное произведение, где Актайлак остро критикует взяточничество. Актайлак возглавлял группу «17 акынов из Сыбана».
Похоронен в 4 км к северу от села Сарыарка на его могиле установлен мавзолей.

## Сочинения
- Ел аузынан, Алматы, 1985,1989;
- Актайлак би, Алматы, 1991.